# Saïd ibn Amr al-Haraixí
Saïd ibn Amr al-Haraixí (àrab: سعيد بن عمرو الحرشي, Saʿīd ibn ʿAmr al-Ḥaraxī) fou governador (ostikan) d'Armènia vers el 732. Durant el seu govern va haver de combatre els khàzars, als quals va aconseguir rebutjar. El va succeir Marwan ibn Muhàmmad.